# UFC on ESPN: The Korean Zombie vs. Ige
UFC on ESPN: The Korean Zombie vs. Ige (conosciuto anche come UFC on ESPN 25, oppure UFC Vegas 29) è stato un evento di arti marziali miste tenuto dalla Ultimate Fighting Championship 1l 19 giugno 2021 all'UFC APEX di Las Vegas, negli Stati Uniti.

## Risultati
|                  | Divisione             |                     |                 |                      | Metodo                                      | Round           | Tempo           | Premio          |
| Card Principale  | Card Principale       | Card Principale     | Card Principale | Card Principale      | Card Principale                             | Card Principale | Card Principale | Card Principale |
| ---------------- | --------------------- | ------------------- | --------------- | -------------------- | ------------------------------------------- | --------------- | --------------- | --------------- |
|                  | Pesi piuma            | Jung Chan-sung      | batte           | Dan Ige              | Decisione unanime (48–47, 49–46, 49–46)     | 5               | 5:00            |                 |
|                  | Pesi massimi          | Sergey Spivak       | batte           | Aleksei Oleinik      | Decisione unanime (29–28, 29–28, 29–28)     | 3               | 5:00            |                 |
|                  | Pesi gallo            | Marlon Vera         | batte           | Davey Grant          | Decisione unanime (29–27, 29–28, 30–26)     | 3               | 5:00            | FOTN            |
|                  | Pesi piuma            | Seung Woo Choi      | batte           | Julian Erosa         | KO tecnico (pugni)                          | 1               | 1:37            | POTN            |
|                  | Pesi medi             | Bruno Silva         | batte           | Wellington Turman    | KO (pugni)                                  | 1               | 4:45            |                 |
|                  | Pesi welter           | Matt Brown          | batte           | Dhiego Lima          | KO (pugno)                                  | 2               | 3:02            | POTN            |
| Card Preliminare |                       |                     |                 |                      |                                             |                 |                 |                 |
|                  | Pesi mediomassimi     | Nicolae Negumereanu | batte           | Aleksa Camur         | Decisione non unanime (29–28, 28–29, 29–28) | 3               | 5:00            |                 |
|                  | Pesi paglia femminili | Virna Jandiroba     | batte           | Kanako Murata        | KO tecnico (infortunio al braccio)          | 2               | 5:00            |                 |
|                  | Pesi welter           | Khaos Williams      | batte           | Matthew Semelsberger | Decisione unanime (30–27, 29–28, 29–28)     | 3               | 5:00            |                 |
|                  | Pesi massimi          | Josh Parisian       | batte           | Roque Martinez       | Decisione non unanime (30–27, 29–28, 29–28) | 3               | 5:00            |                 |
|                  | Pesi leggeri          | Rick Glenn          | batte           | Joaquim Silva        | KO (pugni)                                  | 1               | 0:37            |                 |
|                  | Pesi mosca femminili  | Casey O'Neill       | batte           | Lara Procópio        | Sottomissione (rear-naked choke)            | 3               | 2:54            |                 |

## Premi
I lottatori premiati ricevettero un bonus di 50.000 dollari.
Legenda:
- FOTN: Fight of the Night (vengono premiati entrambi gli atleti per il miglior incontro dell'evento)
- POTN: Performance of the Night (viene premiato il vincitore per la migliore performance dell'evento)